# Emanuele Filiberto di Savoia (1972)
Emanuele Filiberto di Savoia (Emanuele Filiberto Umberto Reza Ciro René Maria di Savoia; Ginevra, 22 giugno 1972) è un personaggio televisivo italiano. Nato in Svizzera, è l'unico figlio di Vittorio Emanuele e di Marina Doria, ed è ancora riconosciuto da una parte dei monarchici italiani come il capo di Casa Savoia, in disaccordo con suo cugino Aimone di Savoia-Aosta.

## Biografia

### Primi anni e vita privata
Nato nel 1972 a Ginevra, in Svizzera, Emanuele Filiberto di Savoia, dopo il diploma, frequentò la facoltà di scienze economiche dell'Università di Ginevra, senza terminare gli studi. Rivelò di aver avuto alcuni problemi di tossicodipendenza in giovane età. Grazie al padre Vittorio Emanuele, egli cominciò a svolgere la professione di consulente finanziario presso una società privata a Ginevra. All'età di 26 anni già lanciò il fondo d'investimento Altin, quotato alla Borsa di Zurigo.
Una delle disposizioni transitorie e finali della Costituzione della Repubblica Italiana ne vietava l'entrata sul suolo italiano, in quanto discendente maschio degli ex re di Casa Savoia. Con la legge costituzionale 23 ottobre 2002, n. 1, entrata in vigore il 10 novembre del medesimo anno, si esaurirono gli effetti del primo e secondo comma della XIII disposizione transitoria e finale della Costituzione, consentendo ai discendenti maschi degli ex re di Casa Savoia di entrare, soggiornare e risiedere in Italia, e in generale ai membri e ai discendenti di Casa Savoia il diritto di elettorato passivo e attivo, nonché la possibilità di ricoprire uffici pubblici. 
Il 25 settembre 2003 a Roma, nella Basilica di Santa Maria degli Angeli e dei Martiri, Emanuele Filiberto sposò l'attrice francese Clotilde Courau, dalla quale ebbe due figlie:
- Vittoria Cristina Adelaide Chiara Maria, nata a Ginevra, in Svizzera il 28 dicembre 2003.
- Luisa Giovanna Agata Gavina Bianca Maria, nata a Ginevra, in Svizzera il 16 agosto 2006.

### Attività nel campo dello spettacolo, della cultura e dello sport
Dal 1995 Emanuele Filiberto partecipò in Italia e per la prima volta, a numerosi programmi televisivi, fra i quali Quelli che il calcio, Il ballo delle debuttanti, Ballando con le stelle e I raccomandati. Nel 2010 entrò al Festival di Sanremo, insieme a Pupo e il tenore Luca Canonici, con la canzone Italia amore mio. Successivamente prese parte ad altri programmi televisivi, come L'isola dei famosi, Il principiante - Il lavoro nobilita e Amici di Maria De Filippi. Nel 2001 creò la Fondazione Emanuele Filiberto Charity Fund e la Fondazione Principe di Venezia. Si occupò inoltre del premio Principe di Venezia. Nel luglio 2009 inaugurò a Cortina d'Ampezzo la mostra "Casa Savoia, storia di una famiglia italiana", promossa dalla Fondazione Principe di Venezia e patrocinata dal Ministero per i beni e le attività culturali e dalla Regione Veneto.
Nel 2016 Emanuele Filiberto aprì un'attività di ristorazione ambulante a Los Angeles negli USA con un food truck di colore azzurro intitolato "Prince of Venice Food Truck" assieme allo chef Mirko Paderno. Nel 2020 inaugurò il ristorante "Prince of Venice". Nel novembre 2022 acquistò, insieme con altri soci a titolo gratuito, l'Associazione Calcio Savoia 1908, storica squadra di calcio di Torre Annunziata che milita nel campionato di Eccellenza, ponendo come obiettivi, oltre a quelli sportivi, anche di inclusione dei giovani per allontanarli dalla criminalità. Nell'aprile 2023 acquistò il Real Agro Aversa, club che a fine stagione retrocederà in Eccellenza, divenendone il nuovo proprietario. Nel giugno dello stesso anno acquistò anche il Portici, che milita invece in Serie D.
Nel 2024 pubblicò per la collana Palepolis, il libro I Savoia a Napoli. Storia, aneddoti e tradizioni. Armando De Nigris Editore.

### Attività politica
Nel 2005 Emanuele Filiberto fondò il movimento d'opinione Valori e Futuro. Si candidò alle elezioni politiche del 2008 per la Camera dei deputati con la lista "Valori e Futuro con Emanuele Filiberto", presentandosi unicamente nella ripartizione Europa della circoscrizione Estero. Con soltanto lo 0,4% dei voti, "Valori e Futuro con Emanuele Filiberto" si classificò come il peggior risultato della ripartizione Europa, divenendo l'ultimo partito in assoluto in ordine di preferenze. Il 28 aprile 2009 Emanuele Filiberto presentò la sua candidatura per le elezioni europee del 2009 nelle file dell'Unione di Centro. Anche questa volta, però, Emanuele Filiberto, pur raccogliendo circa ventiduemila preferenze, non venne eletto. Nel luglio 2020 fondò il movimento politico Realtà Italia.

## Inchieste giudiziarie e controversie
Nel 2006 Emanuele Filiberto fu indagato anche per pirateria informatica ai danni di un sito internet a lui non gradito. Venne poi prosciolto da ogni accusa e l'inchiesta fu archiviata, su richiesta di Henry John Woodcock. A seguito di tali fatti vi fu un duro scambio di accuse tra Emanuele Filiberto e la zia paterna Maria Gabriella, che aveva accusato Vittorio Emanuele, suo fratello, di aver portato il nome della famiglia Savoia "in questioni penose".
Il 20 novembre 2007 fu infine rivelato che Emanuele Filiberto e il padre Vittorio Emanuele, avevano richiesto un risarcimento per danni morali, ai propri legali, in seguito all'esilio della loro famiglia, per un valore complessivo di 260 milioni di euro, oltre alla restituzione dei beni confiscati ai Savoia dallo Stato quando nacque la Repubblica Italiana. Il segretario generale della presidenza del Consiglio di allora, Carlo Malinconico, replicò che il governo non solo non riteneva di dover pagare nulla ai Savoia, ma che pensava di chiedere a sua volta i danni all'ex famiglia reale per le responsabilità legate alle note vicende storiche.
Nei mesi di gennaio e febbraio 2022, Emanuele Filiberto decise, insieme con il padre e le zie, di citare in giudizio lo Stato Italiano per ottenere la restituzione dei preziosi gioielli della famiglia Savoia, allora depositati da Umberto II in un caveau della Banca d'Italia e, secondo quanto riferito dalla famiglia, mai sequestrati da parte dello Stato. La prima udienza, svoltasi nel giugno del 2022, diede esito negativo.

## Uso di titoli nobiliari
In Italia, i titoli nobiliari, non sono riconosciuti dal 1948 (XIV disposizione transitoria e finale della Costituzione),, nonostante ciò, Emanuele Filiberto userebbe i titoli di principe di Venezia e di principe di Piemonte. I sostenitori di Emanuele Filiberto affermano che il primo titolo gli sia stato concesso a voce dal nonno, Umberto II, già in occasione del suo Battesimo. Dall'elenco delle concessioni nobiliari date da Umberto II però, non risulta che il re avesse mai conferito tale titolo. Inoltre, non risulta che in generale Umberto II abbia mai conferito a Emanuele Filiberto alcun titolo, né onorificenza, né il trattamento di altezza reale.
Il titolo di principe di Piemonte, invece, gli venne conferito da Vittorio Emanuele, il padre, nel 1984.  Ma l'Annuario della nobiltà italiana, alla voce Real Casa di Savoia, non indicherebbe in capo a Emanuele Filiberto alcun titolo nobiliare o dinastico. Nel sito internet si riferirebbe a sé stesso con il trattamento di altezza reale.

## Programmi televisivi
- Quelli che il calcio (Rai 3, 1995-1996) – ospite fisso
- Il ballo delle debuttanti (Canale 5, 2008) – giurato
- Ballando con le stelle (Rai 1, 2009) – concorrente
- Ciak... si canta! (Rai 1, 2010)
- Miss Italia (Rai 1, 2010)
- I raccomandati (Rai 1, 2010-2011)
- Ricchi di energia (Rai 2, 2011)
- Il principiante - Il lavoro nobilita (Cielo, 2012)
- Pechino Express (Rai 2, 2012) – conduttore
- Un air de star (M6, 2013) – concorrente
- Mission (Rai 1, 2013) – inviato
- Notti sul ghiaccio (Rai 1, 2015) – concorrente
- Festival di Castrocaro (Rai 1, 2015) – giurato
- Amici Celebrities (Canale 5, 2019) – concorrente
- Amici di Maria De Filippi (Canale 5, 2021-2022) – giudice

## Filmografia
- Vacanze di Natale a Cortina, regia di Neri Parenti (2011)
- Lo sposalizio - Matrimonio siciliano, regia di Francesco Lama – cortometraggio (2012)

## Ascendenza
|                              |  |                       | Genitori                          |  |  | Nonni |  |  | Bisnonni                        |  |  | Trisnonni           |  |
|                              |  |                       |                                   |  |  |       |  |  | Vittorio Emanuele III di Savoia |  |  | Umberto I di Savoia |  |
|                              |  |                       |                                   |  |  |       |  |  | Vittorio Emanuele III di Savoia |  |  | Umberto I di Savoia |  |
|                              |  | Margherita di Savoia  |                                   |  |  |       |  |  | Vittorio Emanuele III di Savoia |  |  |                     |  |
| Umberto II di Savoia         |  |                       |                                   |  |  |       |  |  | Vittorio Emanuele III di Savoia |  |  |                     |  |
|                              |  | Elena del Montenegro  | Nicola I del Montenegro           |  |  |       |  |  |                                 |  |  |                     |  |
|                              |  | Elena del Montenegro  | Nicola I del Montenegro           |  |  |       |  |  |                                 |  |  |                     |  |
|                              |  | Elena del Montenegro  | Milena del Montenegro             |  |  |       |  |  |                                 |  |  |                     |  |
| Vittorio Emanuele di Savoia  |  | Elena del Montenegro  |                                   |  |  |       |  |  |                                 |  |  |                     |  |
|                              |  | Alberto I del Belgio  | Filippo del Belgio                |  |  |       |  |  |                                 |  |  |                     |  |
|                              |  | Alberto I del Belgio  | Filippo del Belgio                |  |  |       |  |  |                                 |  |  |                     |  |
|                              |  | Alberto I del Belgio  | Maria di Hohenzollern-Sigmaringen |  |  |       |  |  |                                 |  |  |                     |  |
| Maria José del Belgio        |  | Alberto I del Belgio  |                                   |  |  |       |  |  |                                 |  |  |                     |  |
|                              |  | Elisabetta di Baviera | Carlo Teodoro in Baviera          |  |  |       |  |  |                                 |  |  |                     |  |
|                              |  | Elisabetta di Baviera | Carlo Teodoro in Baviera          |  |  |       |  |  |                                 |  |  |                     |  |
|                              |  | Elisabetta di Baviera | Maria José di Braganza            |  |  |       |  |  |                                 |  |  |                     |  |
| Emanuele Filiberto di Savoia |  | Elisabetta di Baviera |                                   |  |  |       |  |  |                                 |  |  |                     |  |
|                              |  |                       |                                   |  |  |       |  |  |                                 |  |  |                     |  |
|                              |  |                       |                                   |  |  |       |  |  |                                 |  |  |                     |  |
|                              |  |                       |                                   |  |  |       |  |  |                                 |  |  |                     |  |
| René Italo Ricolfi Doria     |  |                       |                                   |  |  |       |  |  |                                 |  |  |                     |  |
|                              |  |                       |                                   |  |  |       |  |  |                                 |  |  |                     |  |
|                              |  |                       |                                   |  |  |       |  |  |                                 |  |  |                     |  |
|                              |  |                       |                                   |  |  |       |  |  |                                 |  |  |                     |  |
| Marina Ricolfi Doria         |  |                       |                                   |  |  |       |  |  |                                 |  |  |                     |  |
|                              |  |                       |                                   |  |  |       |  |  |                                 |  |  |                     |  |
|                              |  |                       |                                   |  |  |       |  |  |                                 |  |  |                     |  |
|                              |  |                       |                                   |  |  |       |  |  |                                 |  |  |                     |  |
| Iris Amalia Benvenuti        |  |                       |                                   |  |  |       |  |  |                                 |  |  |                     |  |
|                              |  |                       |                                   |  |  |       |  |  |                                 |  |  |                     |  |
|                              |  |                       |                                   |  |  |       |  |  |                                 |  |  |                     |  |
|                              |  |                       |                                   |  |  |       |  |  |                                 |  |  |                     |  |
|                              |  |                       |                                   |  |  |       |  |  |                                 |  |  |                     |  |

## Onorificenze e altri riconoscimenti

### Onorificenze sabaude
Il riconoscimento in capo a Emanuele Filiberto del gran magistero degli ordini dinastici sabaudi, in quanto ruolo riservato al Capo di Casa Savoia, è legato alla controversia sulla successione dinastica.